# Перепеляк Іван Михайлович
Іван Михайлович Перепеляк (7 листопада 1943) — український поет, завідувач сектором художньої літератури і козацького фольклору Науково-дослідного Центру козацтва імені гетьмана Мазепи, Заслужений діяч мистецтв України, доктор педагогічних наук, професор. Голова Харківської обласної організації Національної спілки письменників України (1994—2012).

## Біографія
Іван Перепеляк народився 7 листопада 1943 року в с. Оболонь (село) Семенівського району Полтавської області.
1960 р. — середню освіту здобув у своєму селі.
1962—1966 рр. служив на флоті.
Воїн-інтернаціоналіст, учасник бойових дій на Кубі, під час Карибської кризи.
1965 р. — першу добірку поезій подав часопис «Прапор».
1972 р. — закінчив філологічний факультет Харківського державного університету імені В.Каразіна
1972—1980 рр. — завідував відділом літератури й мистецтва у Харківській молодіжці.
1980 р. — член НСПУ.
1985—1993 рр. — працював у газеті «Вечірній Харків». Був позаштатним кореспондентом «Комсомольской правды» та «Літературної України» (Київ).
1993 р. — почесний професор Харківського національного автомобільно-дорожнього університету
1997 р. — почесний доктор Харківського національного педагогічного університету імені Григорія Сковороди.
1994—2012 рр. — був Головою  Харківської обласної організації Національної спілки письменників України.
Завідувач сектору художньої літератури і козацького фольклору Науково-дослідного Центру козацтва імені гетьмана Мазепи, Заслужений діяч мистецтв України, доктор педагогічних наук, професор.
В жовтні 2014 року 10 днів перебував у зоні АТО.

## Книги автора

### Збірки поезій
- «На березі світання» (1976);
- «Тополина Оболонь» (1979);
- «Над Сулою-рікою» (1983);
- «Океан вогню» (1985);
- «Ратний час» (1990);
- «Вибране» (1992);
- «Бунт» (1995);
- «Неопалима купина» (1997);
- «Поезії» (1999);
- «Матеріали до вивчення творчості поета в курсі „ Українська література“ для учнів загальноосвітніх шкіл та студентів гуманітарних факультетів вищих навчальних закладів І — V рівнів акредитації»: методичний посібник (2002);
- «Моєї радості печаль» (2004);
- 13-й Апостол: поема-фієрія (2006);
- «Поеми» (2007);
- «Янголи і фурії Поета»: лірична поема (2007);
- «Григорій Сковорода» (2008);
- «Судний день»;
- «Тополина Оболонь» — твори у 3-х томах (2011);
- «Покаяння Понтія Пілата»;
- «Остання любов гетьмана»: Історична поема (2012);
- «Поезії та поеми у 2-х томах» (2013);

### Повісті
- «Великий степ»: документальна повість про Героя Соціалістичної Праці, голову колгоспу ім. В. І. Леніна Чутівського р-ну Полтавської області Івана Васильовича Ропавку (1987);

### П'єси
- «Козацький монастир» (1995);
- «В обіймах ангелів — Григорій Сковорода»;

## Премії
- Лауреат премії імені Олександра Олеся (1995);

- Лауреат Літературної премії імені гетьмана Мазепи;[2],

- Лауреат Харківської обласної премії імені О. Масельського;[3]

- Лауреат Міжнародної премії Українського Вільного Університету, Нью-Йорк 2010;
- Лауреат літературної премії імені Григорія Сковороди (2007);

## Почесні звання і нагороди
Нагороджений орденом та медалями.
- «Дипломом честі» Генерального штабу Революційних Збройних Сил Республіки Куба, який вручив команданте Ернесто Че Гевара;
- Лауреат Міжнародної нагороди «Золотий клейнод Родини Мазеп»;
- Відзначений нагородою за натхненну роботу на благо Харківщини (2000);
- Лауреат регіонального рейтингу «Харків'янин століття» 2001 р.;
- Лауреат Міжнародного академічного рейтингу популярності «Золота фортуна» 2002 р.;
- «Харків'янин року» 2006 р.;
- «Почесний громадянин села Оболонь», Семенівського району Полтавської області (нині село Оболонь, Кременчуцького району Полтавської області);
- «Почесний громадянин Семенівщини», (рішенням сесії районної ради від 28.10.2014 р.).

### Про автора
1. Іван Перепеляк: поет, прозаїк, драматург, уродженець с. Оболонь Семенівського р-ну // Письменники України: біобібліографічний довідник. — К., 2006. — С. 316.
2. Михайлин І.  Поет в оптиці свого часу: розмова з І. Перепеляком / І. Михайлин // Рідний край. — 2013. — № 2. — С. 141—147.
3. Михайлин І. Л. Поезія як батьківщина і батьківщина як поезія / Ігор Михайлин // Літературна Україна. — 2014. — 14 серпня. — С. 12.
4. Тома Л. «Життя в обіймах смерті…» Великі теми й вистраждані істини / Л. Тома // Літературна Україна. — 2009. — 19 берез. — С. 7.

### Рецензії на книги
1. Гарвастюк В. Вічний вогонь слова [рец.: на видання: Перепеляк І. Поезії та поеми в 2-х томах]. — Х.: Майдан, 2003 / В. Гарвастюк; В. Гаввастюк // Рідний край. — 2004. — № 2 (11). — С. 129—135.
2. Гарвасюк В. Вічний вогонь слова: (рец. на видання: Перепеляк І. М. Поезія та поеми в 2-х томах.  Х.: Майдан, 2003) / В. Гарвасюк // Рідний край. — 2004. — № 2 (11). — С. 129—134.
3. Гарвасюк В. Вічний вогонь слова: (рец. на видання: Перепеляк І. М. Поезія та поеми в 2-х томах.  Х.: Майдан, 2003) / В. Гарвасюк // Рідний край. — 2004. — № 2 (11). — С. 129—134.
4. Книга становлення душі: [про двотомник вибраних творів І. Перепеляка, уродженця с. Оболонь Семенівського р-ну] / П. Сорока // Літературна Україна. — 2017. — 27 квіт. — С. 7.
5. Ковалевський О. Не втратити себе (І. Перепеляк. «Початок вічності»): [про збірку віршів] / О. Ковалевський // Рідний край. — 2002. — № 1 (6). — С. 135—138.
6. Михайлин І.  Чи буває зрада виправданою? [рец. на видання: Перепеляк Іван. Тринадцятий апостол: Поема-феєрія]. — Харків: Майдан, 2006. — 126 с. / І. Михайлин // Рідний край. — 2007. — № 1 (16). — С. 180—184.
7. Михайлин І. «Мені було потрібно вік прожити…»: (рец. на книгу: Іван Перепеляк «Поезії: Вірші, поеми» — Х.: Майдан, 1999. — 528 с.) / І.Михайлин // Рідний край. — 2000. — № 2 (3). — С. 127—130.
8. Стожук А.  Логос покоління: [рец. на книгу: І. Перепеляк «Полтавські сонети» / І. Перепеляк. — Харків : "Майдан", 2010. – 260 с. [Текст] / А. Стожук] // Рідний край. – 2010. – № 2 (23). – С. 254-258.
9. Хоменко Н.  «І закликав голос: — Устань і говори!»: [рец. на книгу: Перепеляк Іван. Судний день. — Харків: Майдан, 2002. — 124 с.] / Н. Хоменко // Рідний край. — 2002. — № 2 (7). — С. 140—142.
10. Хоменко Н. «І закликав голос: — устань і говори!»: рец. на книгу: Перепеляк Іван. Судний день. — Х.: Майдан, 2002. — 124 с. / Н. Хоменко // Рідний край. — 2003. — № 2 (9). — С. 140—142.